# Sinibald de Mas i Sans
Sinibald de Mas i Sans (Barcelona, 4 de novembre de 1809 — Madrid, 1868) fou un diplomàtic, viatger, escriptor poliglot, lingüista i pintor català.

## Biografia
Va estudiar idiomes, física i pintura. Com a pintor fou autor de retrats de Manuel de Cabanyes i Joaquim Roca i Cornet, realitzats als voltants de 1830. Autor de poesies i prosa, l'any 1831 va fer una comunicació a l'Academia de la Lengua assenyalant la facilitat d'apropiar al castellà la versificació clàssica. Va ampliar el treball El sistema musical de la lengua castellana (1832). També és conegut per defensar l'ús d'una llengua auxiliar internacional, molt abans de l'existència de l'esperanto.
La lectura dels viatges d'Alí Bei el va motivar a viatjar a l'Orient. Gràcies a la recomanació de Fèlix Torres i Amat, va obtenir a Madrid el suport dels ministres Cea Bermúdez, Martínez de la Rosa i Javier de Burgos. Aconsellat per fra Francesc Vilardell, el 1834 va embarcar a Marsella amb destí a Constantinoble, amb l'objectiu d'aprendre el sànscrit i fer espionatge per compte del govern espanyol a l'Índia. Va visitar països com el Líban, Palestina, Egipte, Aràbia, Pèrsia i, el 1838, arribà a Calcuta. Posteriorment anà a Manila on inicialment fou mal acollit per les autoritats colonials espanyoles i hagué de viure de pintar retrats. El 1842 tornà a Madrid, on publicà el seu Informe sobre el estado de las islas Filipinas, que no agradà el govern, ja que defensava la independència de les illes.
Fou enviat com a ministre d'Espanya a la Xina, on fou el primer diplomàtic de l'Estat espanyol en aquell país. El 1843 s'establí a Macau (1843) i explorà la costa xinesa. Arran d'uns enfrontaments amb el Ministerio de Estado, Mas abandonà el cos diplomàtic espanyol a la Xina. Però gràcies al seu coneixement dels assumptes relatius a Macao, el Príncep Gong, cap del Zongli yamen (Oficina per als Assumptes Estrangers) va confiar a Mas la negociació amb les autoritats portugueses de la compra de Macau, tal com acrediten les seves credencials oficials o guoshu. L'operació secreta, coneguda com a “Emily mission”, es va frustrar per la mort de Mas.
Els seus viatges li despertaren la idea de crear un idioma universal, basat en 20 llengües que coneixia, i que va descriure en l'opuscle L'Idéographie. Mémoire sur la possibilité et la facilité de former une écriture générale au moyen de laquelle tous les peuples de la terre puissent s'entendre mutuellement sans que les uns connaissent la langue des autres (Macau, 1844). L'escriptura ideada per Mas havia estat, segons ell, inspirada pel caràcter ideogràfic del xinès. De nou a Madrid, l'any 1851 fou rellevat del seu càrrec de diplomàtic. Publicà A Ibérica (Lisboa, 1852), amb texts complementaris de Víctor Balaguer i Josep de Letamendi, on defensà una federació ibèrica que respectés les minories nacionals. Preveia la creació d'una dieta europea, com a primer pas previ a una dieta mundial, precursora de la Societat de Nacions. Publicà L'Angleterre, la Chine et l'Inde (París, 1857) i La Chine et les puissances chrétiennes (1861), on proposà la fragmentació de la Xina per a facilitar una utòpica federació mundial d'estats. Un dels capítols d'aquest últim llibre conforma La Xina (1927), la seva única traducció al català -feta per Joan Sacs- fins a l'aparició de L'Índia i la Xina - ebook que en recull un altre capítol, a més de l'epíleg indi de L'Angleterre, la Chine et l'Inde .